# 1948年大韓民國總統選舉
繼5月制憲會議選舉之後，韓國於1948年7月20日舉行了总统和副总统選舉。根據1948年憲法的規定，總統和副总统由國會議員選舉產生。198名國會議員中，有196人參與了投票。候選人需要獲得三分之二的選票才能獲勝。李承晚以180票當選总统，並接管政府，監督美軍政廳的權力移交。李始荣则以131票当选副总统。
李承晚和金九之間關於在韓國南部建立一個獨立政府而不是包括共產黨控制的北部問題的爭端在選舉前夕發揮了重要作用。金拒絕了單獨選舉的想法，並抵制了五月份的制憲會議選舉，轉而為統一的朝鮮而競選。他還從國民會出走，組建韓國獨立黨。 儘管金九拒絕參加僅限南方的政府，在這次選舉中，有 13 名議員投票支持金九。
結果，金的出走使得李承晚得以鞏固對國民會的權力，於1951年組建自由黨，從而使他能夠統治韓國直至1960年四·一九運動。